# Летошицы
Лето́шицы — деревня в Большеврудском сельском поселении Волосовского района Ленинградской области.

## История
Впервые упоминается в Писцовой книге Водской пятины 1500 года как сельцо Летошицы в Богородицком Врудском погосте.
На карте Ингерманландии А. И. Бергенгейма, составленной по шведским материалам 1676 года, обозначена как деревня Lietositsa.
На шведской «Генеральной карте провинции Ингерманландии» 1704 года также как Litositza bÿ.
Как деревня Литосицы она обозначена на «Географическом чертеже Ижорской земли» Адриана Шонбека 1705 года.
На карте Санкт-Петербургской губернии Я. Ф. Шмидта 1770 года — как деревня Летошицы.
Согласно карте Санкт-Петербургской губернии Ф. Ф. Шуберта 1834 года деревня называлась Летошицы и состояла из 44 крестьянских дворов.

ЛОТОШИЦЫ — деревня принадлежит полковнику барону Притвицу, число жителей по ревизии: 128 м. п., 119 ж. п. (1838 год)

На карте профессора С. С. Куторги 1852 года обозначена деревня Летошицы, состоящая из 44 дворов.

ЛЕТОШИЦЫ  — деревня барона Притвица, 10 вёрст по почтовой, а остальные по просёлочной дороге, число дворов — 35, число душ — 98 м. п. (1856 год)

ЛЕТОШИЦЫ — деревня владельческая при колодце, по 2-й Самерской дороге, от Ямбурга в 42 верстах, число дворов — 37, число жителей: 138 м. п., 143 ж. п.; Часовня. (1862 год)

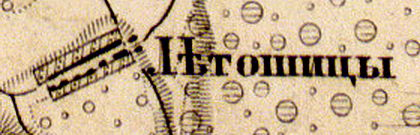
Деревня Летошицы на карте 1863 года

Сборник Центрального статистического комитета описывал деревню так:

ЛЕТОШИЦЫ — деревня бывшая владельческая, дворов — 43, жителей — 160. Часовня, школа, лавка. (1885 год)

В конце XIX — начале XX века деревня административно относилась ко Врудской волости 1-го стана Ямбургского уезда Санкт-Петербургской губернии.
С 1917 по 1927 год деревня Летошицы входила в состав Летошицкого сельсовета Врудской волости Кингисеппского уезда.
Согласно данным переписи населения СССР 1926 года в деревне Летошицы проживал 281 человек, все русские.
С 1927 года в составе Молосковицкого района.

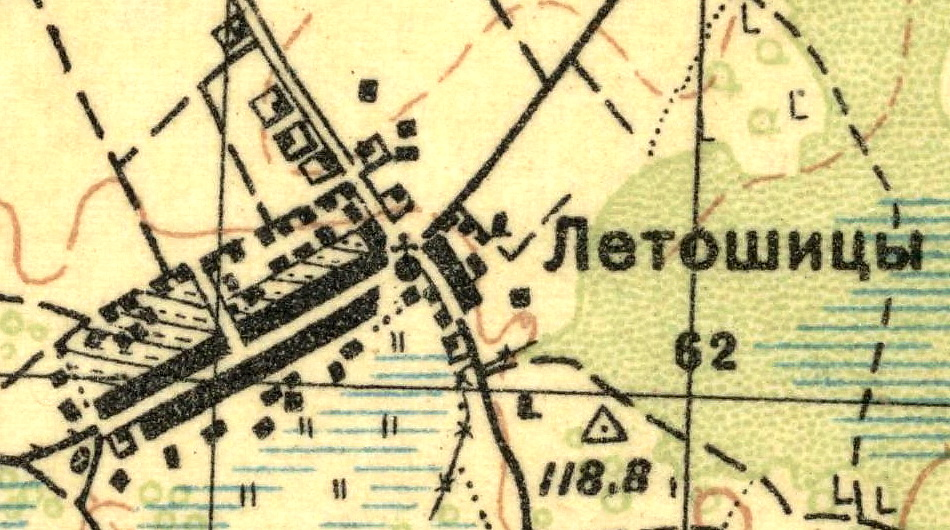
План деревни Летошицы. 1930 год

Согласно топографической карте 1930 года деревня насчитывала 62 двора. В центре деревни находилась часовня.
С 1931 года в составе Волосовского района.
По данным 1933 года деревня Летошицы являлась административным центром Летошицкого сельсовета Волосовского района, в который входили 5 населйнных пунктов: деревни Горицы, Летошицы, Руссковицы, Ухора и посёлок Ухора, общей численностью населения 1087 человек.
По данным 1936 года деревня называлась Летощицы и являлась административным центром Летощицского сельсовета в который входили 5 населённых пунктов, 240 хозяйств и 2 колхоза.
С 1 августа 1941 года германская оккупация. Деревня была освобождена от немецко-фашистских оккупантов 30 января 1944 года.
С 1954 года в составе Врудского сельсовета.
С 1963 года в составе Кингисеппского района.
С 1965 года вновь в составе Волосовского района. В 1965 году население деревни составляло 156 человек.
По административным данным 1966, 1973 и 1990 годов деревня Летошицы входила в состав Врудского сельсовета с центром в посёлке Вруда.
В 1997 году в деревне проживали 43 человека, в 2002 году — 73 человека (русские — 82 %), в 2007 году — 41.

## География
Деревня расположена в центральной части района на автодороге 41К-046 (Большая Вруда — Сырковицы).
Расстояние до административного центра поселения — 5 км.
Расстояние до ближайшей железнодорожной станции Вруда — 7 км.

## Демография
| 1862 | 2002 | 2007 | 2010 | 2017 |
| ---- | ---- | ---- | ---- | ---- |
| 281  | ↘73  | ↘41  | ↗73  | ↗77  |

### Национальный состав
Согласно данным Всероссийской переписи населения 2021 года в деревне проживали 67 человек, из них:
 русские — 50, таджики — 4, армяне — 1, другие национальности — 12 человек.